# Script kiddie
Script kiddie è un termine dispregiativo utilizzato per indicare quegli individui che utilizzano istruzioni, codici e programmi ideati da altri, al massimo con leggere modifiche, facendo intendere di essere un grande guru dell'informatica. Il termine script kiddie è stato coniato dagli hacker, verso la fine degli anni 1990, quando la diffusione dei sistemi operativi open source e degli accessi privati a internet cominciavano ad allargare il pubblico di persone interessate al funzionamento dei personal computer, con il conseguente aumento di persone con pochi scrupoli e imitatori in cerca di notorietà.

## Descrizione
In genere si presume che molti script kiddie siano individui di giovane età (kiddie, in lingua inglese, deriva da kid, "ragazzo") che non sono in possesso delle abilità necessarie a sviluppare programmi o exploit sofisticati e che il loro obiettivo sia tentare di impressionare gli amici o incrementare la propria reputazione all'interno delle comunità di appassionati di informatica. Comunque, il termine non è legato all'età effettiva della persona. Esiste un altro termine con il quale gli script kiddie vengono etichettati, ovvero quello di "point-and-clicker", ad indicare la mancanza di ragionamento o studio nelle loro azioni.
Gli script kiddie hanno a disposizione un vasto numero di programmi efficaci e facilmente reperibili capaci di attaccare computer e reti. Tali programmi includono WinNuke, trojan, Back Orifice, NetBus e Sub7, il vulnerability scanner Metasploit.
Alcuni script kiddie più malevoli si sono serviti di toolkit per generare e diffondere virus come Anna Kournikova e ILOVEYOU.

### Esempi famosi
Gli esempi più famosi di script kiddie includono:
- Uno script kiddie di 15 anni chiamato Mafiaboy è stato arrestato in un quartiere borghese a Montréal nel 2000. Utilizzando strumenti scaricati atti a provocare attacchi DoS (Denial of service), ha inflitto danni a siti web famosi come Yahoo!, Valletta Construction Inc, Amazon.com, eBay e CNN, causando pressappoco 1,7 miliardi di dollari di danno. È stato condannato per 55 reati criminali e ha scontato 8 mesi in un centro di detenzione giovanile e un anno in libertà vigilata.
- Jeffrey Lee Parson, uno studente di scuola superiore di 18 anni del Minnesota responsabile per la creazione e diffusione della Variante B del virus Blaster. Parson modificò la versione originale del virus adoperandosi di un semplice Editor di testo e apportando lievi cambiamenti al codice di partenza, quindi causandone la diffusione su non meno di 7000 computer. È stato condannato a 18 mesi da scontare in prigione nel 2005.[7][8]